# سپاه پیاده اسرائیل
سپاه پیاده اسرائیل (انگلیسی: Infantry Corps) سپاه پیاده‌نظام زیرمجموعه نیروی زمینی اسرائیل است، که در سال ۲۰۰۰ تأسیس شد. کلیه نیروهای تخصیص داده شده به یگان‌های پیاده‌نظام در ارتش اسرائیل، توسط این سپاه مدیریت می‌شوند.
این یگان یک سپاه اداری برای نیروهای شاخه پیاده‌نظام است. سپاه پیاده شامل چندین واحد و تیپ خدمات منظم و ذخیره است که از نظر عملیاتی توسط فرماندهی‌های منطقه‌ای ارتش اسرائیل فرماندهی می‌شوند.
نیروهای این سپاه یا با پای پیاده، با خودروهای زرهی یا با نفربرهای زرهی به میدان نبرد می‌روند. از آنجایی که این سپاه بر اساس سربازانی است که پیاده می‌جنگند، بیشتر سلاح‌های مورد استفاده، سلاح‌های شخصی یا در خدمت خدمه هستند.